# Buste de Pouchkine à Achgabat
Le buste de Pouchkine est une sculpture qui se trouve à Achgabat, capitale du Turkménistan. Elle représente le poète russe Alexandre Pouchkine en buste. C'est la sculpture la plus ancienne de la ville, puisqu'elle a été érigée en 1901, du temps de l'Empire russe, après un lancement de collecte de fonds qui a démarré en 1899. Le buste de bronze - œuvre de Charles Bertaux - repose sur une haute colonne qui se trouve sur un piédestal recouvert de marbre noir, dont le côté frontal présente les dates de naissance et de mort, la signature, le nom de baptême et de famille et le patronyme du poète en lettres dorées, ainsi que quelques vers du poète (J'ai érigé un monument non fait de mains d'homme). L'ensemble est entouré d'une chaîne retenue par une borne aux quatre coins.
Le monument se trouve square Pouchkine, petit jardin paisible du centre-ville, non loin de la rue du même nom. Il a survécu au terrible tremblement de terre de 1948. Il a été restauré pour le bicentenaire du poète en 1999. Des commémorations avec les élèves des écoles ont lieu tous les ans. 
Un autre buste du poète se trouve aussi à Achgabat. Il a été inauguré en 2004 près du nouveau théâtre dramatique russe Pouchkine.